# Henri Decamps
Henri Louis Decamps foi um anarquista nascido na França que ganhou notoriedade junto com Charles Dardare e Louis Léveillé ao irem à julgamento sob a acusação de trocarem tiros contra a polícia, num ataque do aparato policial a uma manifestação de trabalhadores anarquistas em 1 de Maio de 1891 em Clichy.
Em seu primeiro julgamento em 3 de Agosto de 1891, Decamps e Dardare seriam condenados respectivamente a cinco e três anos de prisão para logo depois em 28 de Agosto de 1891 serem sentenciados à guilhotina. Léveillé seria absolvido.
"Eles podem cortar fora minha cabeça. Vou levá-la orgulhosamente erguida até o patíbulo. Uma cabeça de anarquista a mais ou a menos não vai impedir a propagação da nossa mensagem."— Declaração de Decamps durante seu julgamento.
Com as condenações à execução sumária os dois entrariam para a história como mártires do anarquismo. O episódio conhecido como o Incidente de Clichy despertaria a ira de diversos anarquistas, entre estes Ravachol que colocaria bombas nas casas do juiz (11 de Março de 1892) e do promotor (27 de Março de 1892) responsáveis pelas sentenças.